# Anatolivka, Nîjni Sirohozî
Anatolivka (în ucraineană Анатолівка) este localitatea de reședință a comunei Anatolivka din raionul Nîjni Sirohozî, regiunea Herson, Ucraina.

## Demografie
Componența lingvistică a localității Anatolivka
     Ucraineană (90,64%)
     Rusă (6,86%)
     Română (2,49%)
Conform recensământului din 2001, majoritatea populației localității Anatolivka era vorbitoare de ucraineană (90,64%), existând în minoritate și vorbitori de rusă (6,86%) și română (2,49%).